# Полковник Недялков (чешма)
Чешмата на полковник Недялков (на македонска литературна норма: Чешмата на полковник Неделков) е чешма и български военен паметник на Влашки ливади над Магарево, Северна Македония.
Изградена е от българската армия през 1917 година в чест на полковник Христо Недялков, участвал на Солунския фронт през Първата световна война по време на битката при Червената стена. През май 1917 година неговата 1-ва пехотна софийска дивизия е прехвърлена на македонския фронт, където отбранява участъка северно от Битоля.